# Impol
Impol is een bestuurslaag in het regentschap Kepulauan Anambas van de provincie Riau-archipel, Indonesië. Impol telt 291 inwoners (volkstelling 2010).